# Novi Martinac
Novi Martinac (szerbül: Нови Мартинац), kihalófélben levő település Bosznia-Hercegovinában, Srbac községben, Bosanska krajina területén, a Szerb Köztársaságban. 

## Fekvése
Bosznia-Hercegovina északi részén, Banja Lukától légvonalban 31, közúton 56 km-re északkeletre, községközpontjától légvonalban 12, közúton 18 km-re délre, 130-240 méteres tengerszint feletti magasságban fekvő dombvidéken található. Régen Novi Martinacot egy jó makadámúton lehetett elérni, amely Stari Martinac központjában tért el, 50 méterre Šeškovci felé, majd balra kanyarodott. Ezen az úton ma maximum 1,5 km-t lehet haladni, mert az áradások tönkretették és növényzettel teljesen be van nőve. Van egy másik út is, ami Stari Martinac központjából indul Nožički felé, majd egy km után jobbra fordul egy makadámúton Novi Martinac felé. Azonban Novi Martinac központja már ezen az útvonalon sem érhető el. Volt ott egy bérház is, de mára az is elhagyatott és lepusztult állapotban áll.

## Népessége
| Nemzetiségi csoport | Népesség 1991 | Népesség 2013 |
| ------------------- | ------------- | ------------- |
| Szerb               | 15            | 13            |
| Bosnyák             | 0             | 0             |
| Horvát              | 0             | 0             |
| Jugoszláv           | 0             | 0             |
| Egyéb               | 0             | 0             |
| Összesen            | 15            | 13            |

## Története
A helyi hagyomány szerint Martinac, Ilicani, Kriškovci és Šeškovci falvakat négy testvérről nevezték el: Martinról (aki apjától a hegyektől az Orbászig terjedő területet – a mai Martinac - kapta), Ilijáról (a Prosječka folyóig terjedő dombos területtel – a mai Ilićani), Kriškáról (a birtok déli része – Kriškovci) és Šiškáról (a régi házak környéke – Šeškovci). A település 1878-ig tartozott az Oszmán Birodalomhoz, ekkor a berlini kongresszus határozata alapján az Osztrák-Magyar Monarchia része lett. 1879-ben az első osztrák-magyar népszámlálás során a Prnjavori járáshoz tartozó településnek 32 háztartása és 214 ortodox lakosa volt. Az osztrák-magyar uralom idején főként Galíciából nagyszámú lengyel és ukrán lakosság települt át Boszniába, köztük Martinacra is. Az itteni lengyelek már 1900-ban római katolikus plébániát alapítottak Novi Martinacban, két évvel később pedig a kormány jóváhagyta három galíciai apáca idejövetelét gyermeknevelés céljából. 1912-re a római katolikus közösség fatemplommal és iskolával is rendelkezett. Ez volt a legnagyobb lengyel közösség Bosznia-Hercegovina területén. 1910-ben a Prnjavori járáshoz tartozó településen 65 háztartást, 376 ortodox, 22 római katolikus és 8 görög katolikus lakost találtak. Az első világháború után az 1918/19-es tanév elején 103 diák járt elemi iskola négy osztályába, ebből 67 fiú és 36 lány római katolikus vallású volt. A monarchia szétesésével 1918-ban előbb a Szerb-Horvát-Szlovén Királyság, majd 1929-től a Jugoszláv Királyság része. 1921-ben a községnek 81 háztartása és 418 lakosa volt. Az 1929-es törvény értelmében, amikor Bosznia-Hercegovinát négy banovinára, Drinskára, Vrbaskára, Zetskára és Primorskára osztották, a település a Vrbaska banovina része lett, amelynek székhelye Banja Luka volt Jugoszlávia megszállása után a Független Horvát Állam (NDH) része lett. A második világháború után a település a szocialista Jugoszláviához tartozott. A lengyel lakosság a háború után 1946-ban visszatelepült Lengyelországba. Miután a lengyelek hazatelepültek hazájukba, sok épületet leromboltak: az épületek többsége lakó- és kereskedelmi épületek, kápolnák, iskolák és üzletek, valamint szőlőültetvények semmisültek meg. Az itteni lengyelek emlékét csak a temető őrzi. A daytoni békeszerződést követő területfelosztásnál a település Srbac község részeként a Szerb Köztársaság területéhez került.

## Kultúra
A lengyelek 1946-os lengyelországi hazaszállítása után Novi Martinac üresen maradt, amit a két évvel későbbi népszámlálás is megerősített. Az itteni lengyel temetőbe a lengyelországi gosciszówi plébániáról ide zarándokolt lengyelek 2007-ben lengyel zászlót és emléktáblát állítottak, rajta vésett kereszttel és alatta az itteni őseikre emlékező felirattal. Magában a temetőben mára mindössze négy, jelzéssel ellátott sír maradt fenn, a többiből már csak a sírhalom maradt. Csak három sír feliratából tudható az itt eltemetettek neve.